# Heldin van het Moederschap
De titel en ster van een Heldin van het Moederschap (Vietnamees: "Bà mẹ Việt Nam anh hùng") zijn een hoge onderscheiding van de Democratische Republiek Vietnam. De orde werd in 1994 naar het voorbeeld van de Russische "Moeder-Heldin" ingesteld. De titel wordt gedragen door moeders die tijdens hun leven of postuum worden geëerd voor hun vele bijdragen en opofferingen in de nationale bevrijdingsstrijd, de opbouw van het land, defensie en internationale verplichtingen.
De benoeming geschiedt door het Permanent Comité van de Vietnamese Nationale Vergadering.
Naar Russisch voorbeeld dragen de Heldinnen van het Moederschap een kleine vijfpuntige gouden ster aan een kort rood lint met twee beugels op de linkerborst. Op de ster is een rode vlag afgebeeld. In 2012 waren er 44 253 gedecoreerde moeders.
Het is in uitvoering en decoratiebeleid een typisch voorbeeld van een Socialistische orde. De vroegere onderscheidingen van de Sovjet-Unie hebben als voorbeeld gediend.
Net als veel socialistische orden wordt de gouden ster aan een kort lint gedragen. De vorm is typisch Russisch en sluit niet aan bij Vietnamese tradities.

## De drie heldenorden van communistisch Vietnam
Naar Sovjet voorbeeld zijn er drie titels en drie kleine gouden sterren.
- De Held van de Strijdkrachten
- De Held van de Arbeid (Vietnam)
- De Heldin van het Moederschap